# Fiera di Modena
Modena Fiere è il polo fieristico della città di Modena e fa parte del sistema fieristico regionale formato da Bologna e Ferrara. Tra gli eventi della fiera c'è lo Skipass, Modenantiquaria e la Fiera Campionaria di Modena.
Il polo fieristico è formato da cinque padiglioni col nome di A, B, C, D, E. I padiglioni sono numerati dal più grande al più piccolo.

## Fiera Campionaria di Modena
Non si sa precisamente l'anno in cui fu creata una fiera a Modena anche se grazie ad alcuni manoscritti si sa che negli anni del Seicento si festeggiava il 14 settembre. Nel 1938 rincominciarono i festeggiamenti e nel 2015 si è arrivati alla 77ª edizione.
Nel 2010 in cinque giorni si è raggiunta la cifra di 42.000 visitatori.

## Rapporto con altre Fiere
I rapporti con fiere di altre città sono buoni. La Fiera di Bologna, in particolare, beneficia del trasferimento di alcune fiere di successo che nascono nella città di Modena e poi vanno sotto l'organizzazione del capoluogo di regione. La particolarità è che i cittadini modenesi si sono abituati, negli anni, a questa fattispecie e raramente sollevano obiezioni.

## Quartiere fieristico
Il Quartiere Fieristico di Modena è dotato di 3 Padiglioni (16.800 mq) collegati fra loro da una funzionale galleria servizi coperta da una cuspide vetrata, sulla quale si affacciano i servizi logistici del Quartiere e raccordata con il complesso ingresso-biglietterie.
Il Quartiere fieristico ha un parcheggio per 6.000 posti auto distribuiti a 360° sul perimetro del Quartiere.

## Trasporti

### Strade

#### Autostrade
Modena Fiere è affiancata dall'autostrada Milano-Napoli e dal casello di Modena Nord.

#### Tangenziale
La tangenziale di Modena si trova a meno di un chilometro con tre uscite, quella di Cittanova, quella di ModenaFiere e quella di Bruciata.

### Aeroporti
L'aeroporto più vicino è quello dell'Aeroporto di Modena, nella vicina frazione di Marzaglia Nuova, in ambito internazionale il più vicino è l'Aeroporto di Bologna.

### Treno
Le stazioni più vicine sono la stazione di Modena e la stazione di Marzaglia.